# 경주 김씨 보판각
경주김씨보판각(慶州金氏譜板刻)은 대한민국 전북특별자치도 남원시에 있는 조선시대의 목판이다. 1998년 11월 27일 전라북도의 유형문화재 제161호로 지정되었다.

## 참고 자료
- 경주김씨보판각 - 국가유산청 국가유산포털